# Wojciech Wyszkowski
Wojciech Wyszkowski herbu Ślepowron (zm. po 2 grudnia 1591 roku) – sędzia ziemski bielski w latach 1567-1591, sędzia grodzki brański w latach 1562-1567.
Poseł na sejm 1570 roku, sejm 1582 roku z województwa podlaskiego.